# سی‌اف‌آر
سی‌اف‌آر (به اسپانیایی: CFR) شرکت داروسازی شیلیایی است، که در زمینه تولید، توسعه و توزیع انواع دارو و انواع داروهای شیمیایی فعالیت می‌کند.
شرکت سی‌اف‌آر در سال ۱۹۲۲ تأسیس شد و ماه مه ۲۰۱۴ اکثریت سهام آن به ارزش ۲٫۹ میلیارد دلار، توسط شرکت آمریکایی؛ آزمایشگاه ابوت خریداری شد. شرکت سی‌اف‌آر در حال حاضر محصولات خود را در ۱۵ کشور آمریکای جنوبی عرضه می‌دارد.
دفتر مرکزی این شرکت در شهر سانتیاگو، شیلی قرار دارد و بخشی از سهام آن در بازار بورس اوراق بهادار سانتیاگو معامله می‌شود.